# Cohors V Gallorum (Britannia)
Die Cohors V Gallorum [equitata] [Gordiana] (deutsch 5. Kohorte der Gallier [teilberitten] [die Gordianische]) war eine römische Auxiliareinheit. Sie ist durch Militärdiplome, Inschriften und Ziegelstempel belegt.

## Namensbestandteile
- Cohors: Die Kohorte war eine Infanterieeinheit der Auxiliartruppen in der römischen Armee.

- V: Die römische Zahl steht für die Ordnungszahl die fünfte (lateinisch quinta). Daher wird der Name dieser Militäreinheit als Cohors quinta .. ausgesprochen.

- Gallorum: der Gallier. Die Soldaten der Kohorte wurden bei Aufstellung der Einheit aus den verschiedenen Stämmen der Gallier auf dem Gebiet der römischen Provinz Gallia Lugdunensis rekrutiert.

- equitata: teilberitten. Die Einheit war ein gemischter Verband aus Infanterie und Kavallerie. Der Zusatz kommt in einer Inschrift[1] vor.

- Gordiana: die Gordianische. Eine Ehrenbezeichnung, die sich auf Gordian III. (238–244) bezieht. Der Zusatz kommt auf einem Ziegel[2] vor.

Da es keine Hinweise auf den Namenszusatz milliaria (1000 Mann) gibt, war die Einheit eine Cohors quingenaria equitata. Die Sollstärke der Kohorte lag bei 600 Mann (480 Mann Infanterie und 120 Reiter), bestehend aus 6 Centurien Infanterie mit jeweils 80 Mann sowie 4 Turmae Kavallerie mit jeweils 30 Reitern.

## Geschichte
Die Kohorte war in den Provinzen Pannonia und Britannia (in dieser Reihenfolge) stationiert. Sie ist auf Militärdiplomen für die Jahre 84 bis 158 n. Chr. aufgeführt.
Der erste Nachweis der Einheit in Pannonia beruht auf einem Diplom, das auf 84 datiert ist. In dem Diplom wird die Kohorte als Teil der Truppen aufgeführt (siehe Römische Streitkräfte in Pannonia), die in der Provinz stationiert waren. Weitere Diplome, die auf 85 bis 110 datiert sind, belegen die Einheit in derselben Provinz (bzw. ab 110 in Pannonia Inferior).
Zu einem unbestimmten Zeitpunkt wurde die Kohorte nach Britannia verlegt. Der erste Nachweis der Einheit in der Provinz beruht auf einem Diplom, das auf 122 datiert ist. In dem Diplom wird die Kohorte als Teil der Truppen aufgeführt (siehe Römische Streitkräfte in Britannia), die in der Provinz stationiert waren. Weitere Diplome, die auf 127 bis 158 datiert sind, belegen die Einheit in derselben Provinz.
Der letzte Nachweis der Kohorte beruht auf einem Ziegel, der auf 238/244 datiert wird.

## Standorte
Standorte der Kohorte in Britannien waren möglicherweise:
- Arbeia (South Shields): zwei Inschriften[6] sowie zahlreiche Ziegel[7] und Bleisiegel[8] wurden hier gefunden.

- Cramond: eine Inschrift[9] wurde hier gefunden. Die Einheit war entweder während der Regierungszeit von Antoninus Pius (138–161) oder von Septimius Severus (193–211) hier stationiert.[10]

## Angehörige der Kohorte
Folgende Angehörige der Kohorte sind bekannt.
| - Domitius Epictetus - Gaius Minicius Italus, ein Präfekt | - Lucius Minthonius Tertullus, ein Präfekt - Marcus Macrinius Avitus Catonius Vindex, ein Präfekt |